# Testről és lélekről
A Testről és lélekről 2017-ben bemutatott magyar filmdráma Enyedi Ildikó rendezésében Borbély Alexandra és Morcsányi Géza főszereplésével. A film elnyerte a 2017-es Berlini Nemzetközi Filmfesztivál fődíját. A  Filmalap Filmszakmai Döntőbizottsága Magyarország nevében jelölte a filmet a 2017-es év Oscar-díjára a legjobb idegen nyelvű film kategóriában. 2018. január 23-án bejelentették, hogy a film bekerült az öt legjobb jelölt közé.

## Történet
A két főszereplő találkozik egy vágóhídi munkahelyen. Endre, a vágóhíd visszafogott természetű, lebénult bal kezű gazdasági igazgatója és Mária, a nagyon szigorú, autisztikus viselkedésű új minőségellenőr, aki még tanulja az érzelmek elfogadását és az emberi érintést, aki bár motivált  az emberi kapcsolatokra, de a kollégái számára különös stílusa miatt elszigetelődik. Mint később kiderül, Endrének és Máriának minden éjjel ugyanaz a közös álma van egy szép, hóval borított erdőben ismerkedő szarvaspárként. Erre azonban csak akkor jönnek rá, amikor egy munkahelyi lopás miatt (a vágóhíd irodájából valaki búgatóport csempészett ki, hogy megtréfálja egy 50 éves érettségi találkozó résztvevőit), elmesélik az álmaikat a lopási ügyet vizsgáló pszichológusnőnek. A mentálhigiénés vizsgálatot végző pszichológusnő azt gondolja, hogy csak gúnyt űznek belőle. Endrének és Máriának nem könnyű megtalálni egymásban, az álmukban szarvasként már megélt szerelmet.

## Szereplők
- Morcsányi Géza – Endre
- Borbély Alexandra – Mária
- Schneider Zoltán – Jenő
- Nagy Ervin – Sanyi
- Tenki Réka – Klára
- Békés Itala – Zsóka
- Mácsai Pál – Nyomozó
- Jordán Tamás – Mária orvosa
- Bata Éva – Köves Jutka
- Járó Zsuzsa – Zsuzsa
- Nyakó Júlia – Rózsi
- Zrinyi Gál Vince – Béla

## Nézettség
A nézettségi adatok szerint 138 228 jegyet adtak el rá.

## Fontosabb díjak és jelölések

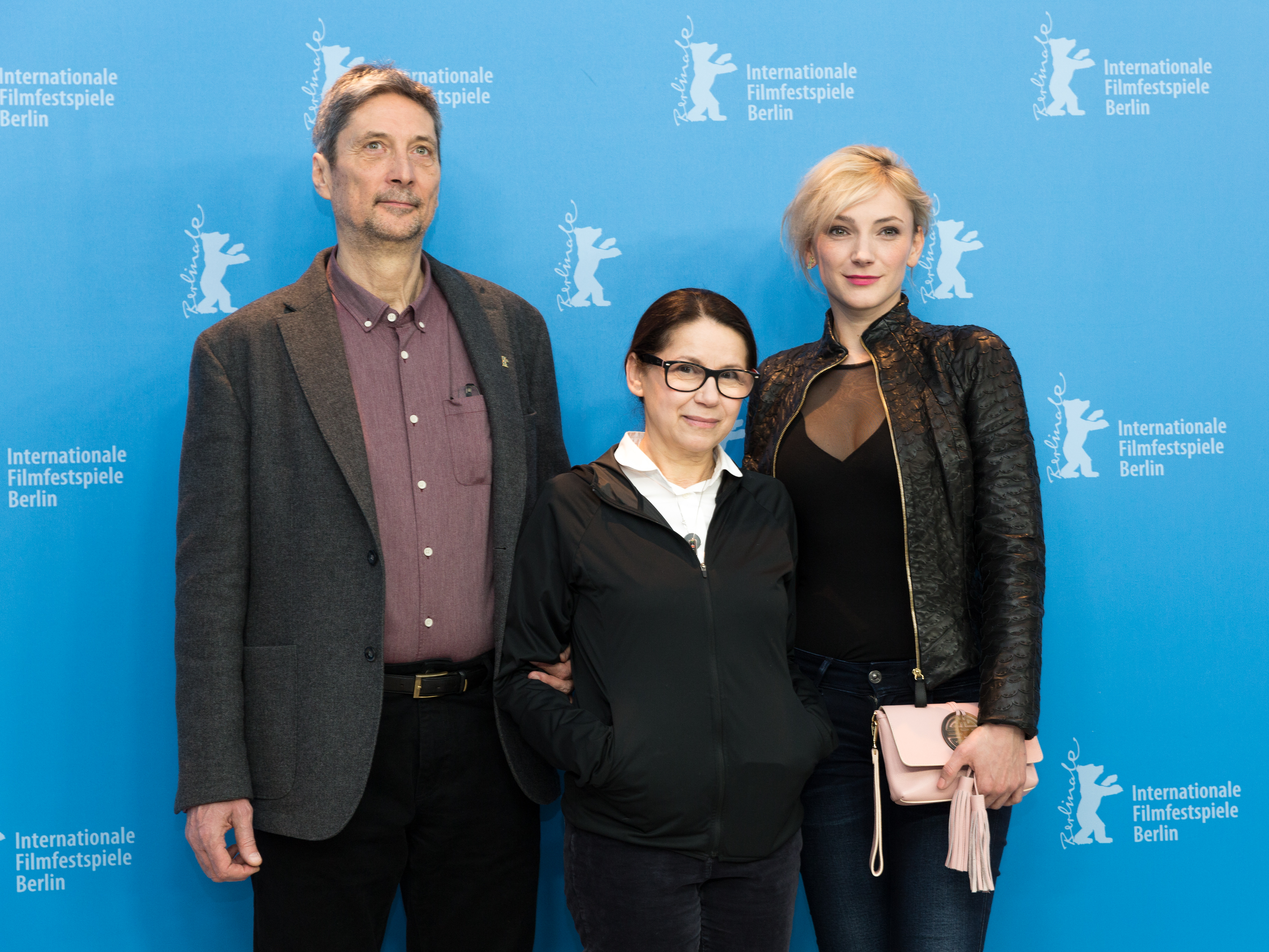
Morcsányi Géza, Enyedi Ildikó, Borbély Alexandra

Berlini Nemzetközi Filmfesztivál (2017)
- díj: Arany Medve – Enyedi Ildikó[8][9]
- díj: FIPRESCI-díj – Enyedi Ildikó
- díj: ökumenikus zsűri díja – Enyedi Ildikó[10]

Camerimage nemzetközi filmoperatőr fesztivál (2017)
- díj: Arany béka – Herbai Máté[11]

Európai Filmdíj (2017)
- díj: legjobb színésznő – Borbély Alexandra
- jelölés: legjobb rendező – Enyedi Ildikó
- jelölés: legjobb film – Enyedi Ildikó, Mécs Mónika, Muhi András, Mesterházy Ernő
- jelölés: Legjobb forgatókönyvíró – Enyedi Ildikó

II. Hét Domb Filmfesztivál (2018)
- díj: fődíj – Enyedi Ildikó[12]